# Zeekr・X
Zeekr Xは、中国自動車大手・吉利汽車傘下のZeekrが開発・製造した、BEVのサブコンパクトクロスオーバーSUVである。同ブランドが製造した3台目の量産車で、2023年4月に発売された。

## 概要
Zeekr Xは、2023年4月12日に発表された。設計、性能、安全、空間、配置の5分野を全面的に刷新し、新たなプレミアムコンパクトカーの位置づけを提案するという。コンパクトカーとしての新たな美を追求したデザイン、史上最速コンパクトカー、欧州基準の安全性をアピールポイントとした。4月下旬の2023上海モーターショーでは、Zeekrの欧州進出戦略が発表され、Xはその車種に選ばれた。
2024年8月にZeekrの日本進出が発表され、投入予定の2車種のうち1つがXであるとされる。
このモデルは、吉利汽車が開発したEV専用プラットフォームのSustainable Experience Architecture (SEA)をベースにしており、これは同グループから販売されているスマート・＃1やボルボ・EX30と共通である。モーターやバッテリーについても同様である。
中国で発売されるZeekr Xは、計3グレード（4シート2種類、5シート1種類）で構成される。ドライブトレインはシングルモーターの後輪駆動またはデュアルモーターの全輪駆動で、デュアルモーターの0-100km/h加速は3.8秒に達する。CATL Geely Sichuan製の69kWh三元系バッテリーが搭載され、航続距離は425～446km(WLTPモード)である。